# Dong Zhihao
Dans ce nom chinois, le nom de famille, Dong, précède le nom personnel.
Dong Zhihao (chinois : 董志豪), né le 31 mars 2005, est un nageur chinois spécialiste des épreuves de brasse.

## Carrière sportive
Lors de la finale du 200 m brasse des championnats du monde 2023, durant laquelle il termine au pied du podium, Dong réalise le record du monde junior de la spécialité,.
En février 2024, à l'occasion des championnats du monde à Doha, Dong s'adjuge le titre sur 200 m brasse succédant au palmarès à son compatriote Qin Haiyang,.

## Palmarès

### Championnats du monde

#### Grand bassin
- Championnats du monde 2024 à Doha 
  -  Médaille d'or du 200 m brasse
- Championnats du monde 2025 à Singapour :
  -  Médaille d'argent du relais 4 × 100 m quatre nages mixte

### Jeux asiatiques
- Jeux asiatiques de 2022 à Hangzhou 
  -  Médaille d'argent du 200 m brasse